# Bruno Amaro
Bruno Amaro de Sousa Barros (Penafiel, 17 de Fevereiro de 1983) é um futebolista português, que joga habitualmente a médio.
Iniciou a sua carreira profissional no Penafiel. Actualmente pertence ao Clube Desportivo Nacional, onde jogou durante três temporadas, mas actua na Académica de Coimbra por empréstimo por uma temporada.